# Гергељ Киш
Гергељ Киш (мађ. Kiss Gergely; Будимпешта, Мађарска, 21. септембар 1977) је мађарски ватерполиста. Тренутно наступа за ВК Приморац.